# Marinarasås

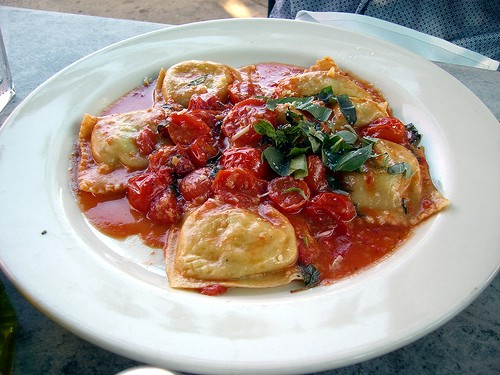
En tallrik ravioli med marinarasås

Marinarasås är en italiensk tomatsås med ursprung i Neapel. En marinarasås innehåller vanligen tomater, örter och lök. Ibland innehåller såsen också vitlök, kapris, oliver eller rödvin.